# SKEMA Business School
SKEMA Business School är en europeisk handelshögskola som verkar i Lille, Suresnes, Sophia Antipolis, Raleigh, Suzhou, Belo Horizonte och Kapstaden. Skolan grundades år 2009.
Alla SKEMA Business School program är internationellt trippelackrediterade av EQUIS och AACSB. Bland skolans alumner finns ett antal framstående affärsmän och politiker, som till exempel Alain Dinin (CEO Nexity) samt Jean-Philippe Courtois (CEO Microsoft).